# Virgin America
Virgin America, Inc — колишня авіакомпанія, що базується в Каліфорнії, США, яка почала здійснювати польоти 8 серпня 2007 року. Заявлена мета авіакомпанії — забезпечення низьких тарифів і якісний сервіс для перельотів між великими столичними містами на східному і західному узбережжях. Авіакомпанія має домовленості про співпрацю з Virgin Australia, Korean Air, South African Airways і Emirates Airline. Є частиною міжнародного конгломерату Virgin Group.
4 квітня 2016 року з'явилася інформація про продаж компанії американської Alaska Air Group Inc. за 4 млрд.$. Угода планується на початок 2017 року. 24 квітня 2018 року авіакомпанія Virgin America припинила свою діяльність і була поглинена авіакомпанією Alaska Airlines.

## Флот

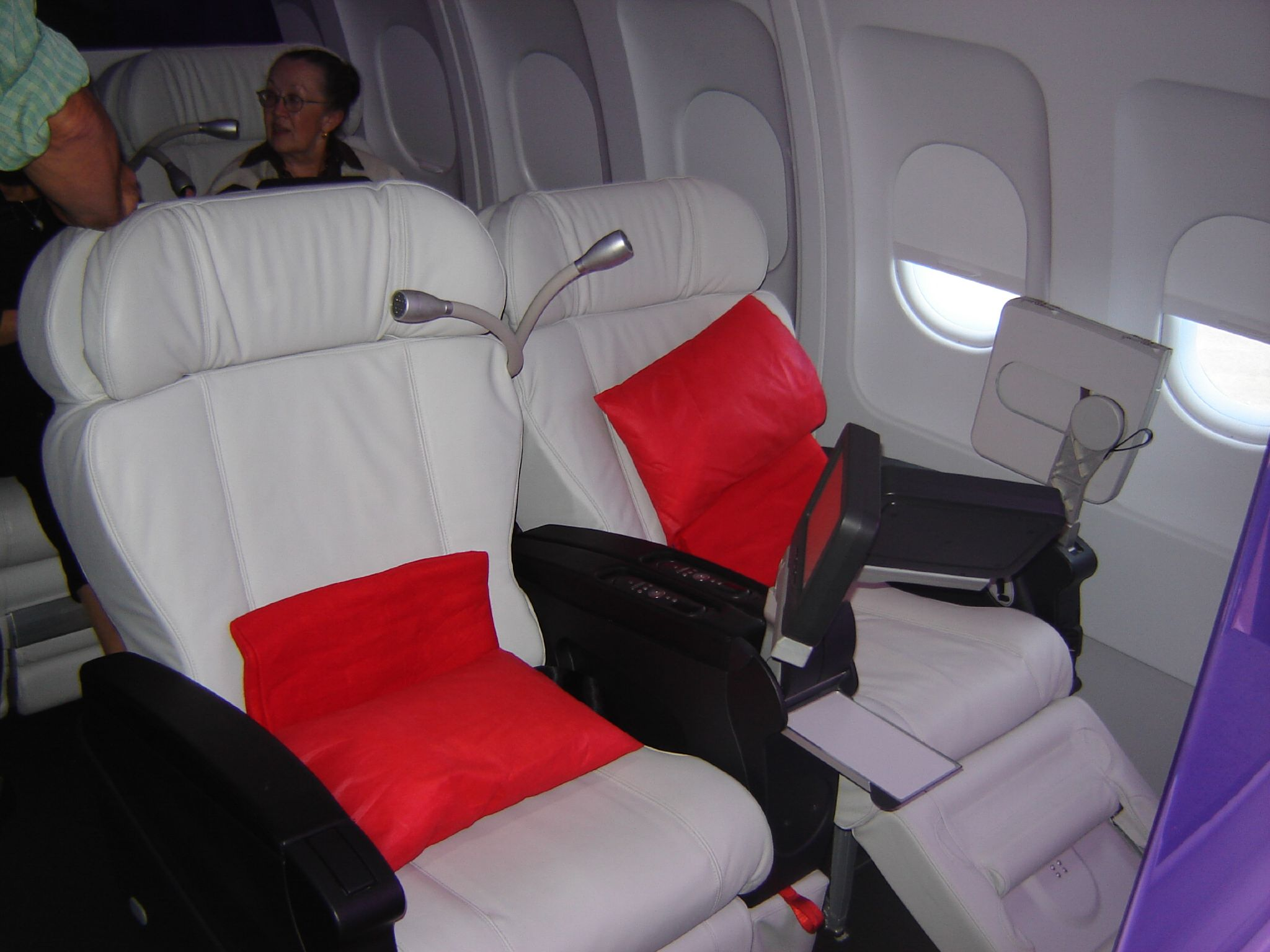
Місця першого класу в літаку Virgin America

## Напрями

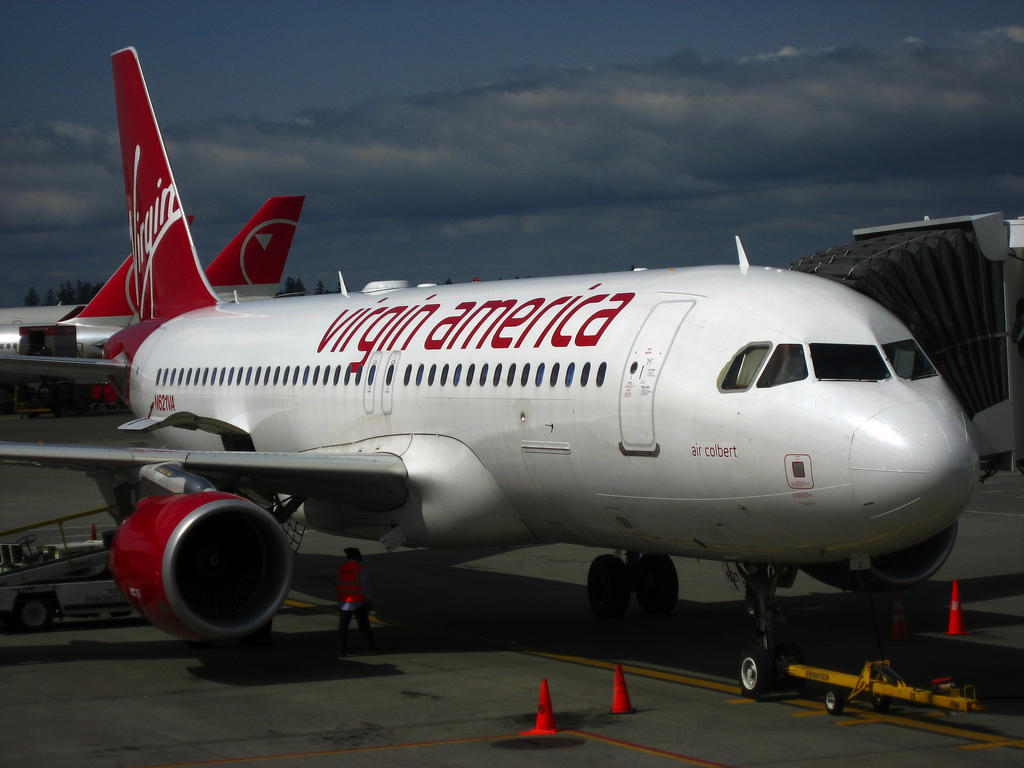
Літак Virgin America в Міжнародному аеропорту Сан-Франциско

Легенда: